# Lijst van Nederlandse spreekwoorden A-E
Hieronder staat een lijst van spreekwoorden met steekwoorden die beginnen met een letter in de serie A-E.
| Spreekwoorden       |
| A-E F-J K-O P-U V-Z |

| Uitdrukkingen en gezegden |
| A-E F-J K-O P-U V-Z       |

## a
Wie a zegt moet ook b zeggen.
Als je eenmaal ergens aan begonnen bent, moet je het ook afmaken.

## aanhouder
De aanhouder wint.
Wie blijft proberen zijn doel te bereiken, heeft uiteindelijk succes. Je moet volhouden.

## aanval
De aanval is de beste verdediging.
Je kunt in een strijd of ruzie beter zelf actie ondernemen dan afwachten.

## aap
Al draagt een aap een gouden ring, het is en blijft een lelijk ding.
Wie zich mooi aankleedt wordt daarmee zelf nog niet mooi.
Of: Wie zich kleedt als iemand van aanzien wordt daarmee nog niet aanzienlijk.
Of: Fraaie kleding en sieraden maken een lelijk mens niet mooi.
De spreuk is een navolging van het Latijnse Simia est simia et si aurea gestet insignia. Die spreuk was voor Jacob Cats de aanleiding voor een gedicht
Als apen hoger klimmen willen, ziet men gauw hun blote billen.
Iemand die meer wil dan hij kan, maakt zich snel belachelijk.

## adel
Adel verplicht. (Uit het Frans: noblesse oblige.)
Wie in aanzien bij het volk staat, moet ook aan de verwachtingen van het volk voldoen.

Arbeid adelt.
Met werken kom je vooruit.

## angst
Angst is een slechte raadgever.
Laat je niet leiden door angst.
Emoties zijn gevaarlijk.

## appel
De appel valt niet ver van de boom/stam.
Kinderen aarden meestal naar hun ouders.

Wie appelen vaart, die appelen eet.
Als je handelt in bepaalde goederen, dan zul je deze zelf waarschijnlijk ook gebruiken.
Iemand die bepaalde werkzaamheden voor een ander moet verrichten, geniet daar doorgaans zelf ook van.

Eén rotte appel in de mand, maakt al het gave fruit te schand.
Als één persoon uit een groep zich misdraagt, wordt de hele groep erop aangekeken.
Of: een negatieve beïnvloeding van één persoon kan vele anderen op het slechte pad brengen.

Wie zichzelf bewaart, bewaart geen rotte appel.
Je moet voorzichtig omgaan met jezelf, want het is niet vervangbaar.

## april
April doet wat ie wil.
Het weer in april is niet te voorspellen.

Aprilletje zoet, heeft nog weleens een witte hoed.
In het begin (de hoed) van april kan het nog weleens sneeuwen.

## anker
Om de kracht van het anker te voelen, moet men de storm trotseren.
Pas als men iets ernstig meemaakt, weet men op wie men kan vertrouwen.

## arbeid
Arbeid adelt.
Met werken kom je vooruit.

## bang
Wie bang leeft, gaat ook bang dood.
Je gaat zoals je geleefd hebt.

## bal
Wie kaatst kan/moet de bal verwachten.
Als je een ander plaagt kun je verwachten dat die jou terug gaat plagen.

## balk
Aan een balk, die uit het bos gehaald wordt, moet veel gehakt worden, voor hij in het huis past.
In een religieuze groep, vereniging, etc.: je kunt leden uit een gemeenschap winnen, maar hen moet wel geleerd worden zich aan te passen.

## baten
Baat het niet, het schaadt ook niet.
Ook: Baat het niet, dan schaadt het niet.
Misschien helpt datgene wat je doet of gebruikt niet, maar je zult er ook geen nadeel van ondervinden.

De kosten gaan voor de baten.
Zie: kost.

Wat baten kaars en bril, als de uil niet zien (en) wil.
Zie: uil.

## bed
Men moet zijn bed maken zoals men slapen wil.
Iedereen is verantwoordelijk voor zijn eigen daden.

## been
Het zijn sterke benen die de weelde kunnen dragen.
Voor sommige mensen is het moeilijk om aardig te blijven als ze veel succes en geld hebben.

## beer
Je moet de huid niet verkopen voor de beer geschoten is.
Men moet zich niet beroemen op zijn succes voor men het behaald heeft.
Ook: Je moet geen dingen toezeggen (beloven) die nog niet van jou zijn.

## begin, beginnen
Een goed begin is het halve werk.
Een goed voorbereid begin is van doorslaggevende betekenis voor de kans op succes.

(Goed) begonnen is half gewonnen.
Wat niet aangevangen wordt komt ook nooit af.
Wanneer het begin van iets goed is, is de kans groter dat het goed eindigt.

## belofte
Belofte maakt schuld.
Als men iets heeft beloofd, dan heeft men ook de plicht dit vervolgens ook uit te voeren.

## beloven
Veel beloven en weinig geven, doet de zotten in vreugde leven.
Je kunt normale mensen niet aan het lijntje houden door hun voortdurend iets te beloven en de belofte nooit daadwerkelijk in te lossen; uiteindelijk zullen alleen gekken je beloftes nog voor waar aannemen.

## berg
Als de berg niet naar Mohammed komt dan moet Mohammed naar de berg komen.
Als iemand niet naar jou komt dan zul jij naar de ander moeten gaan; als een ander geen initiatief neemt, moet je het zelf maar doen.

## bewaren
Wie wat bewaart, die heeft wat.
Het bewaren van zaken kan op lange termijn voordelig blijken te zijn.

## bezem
Nieuwe bezems vegen schoon.
Nieuwe medewerkers (of: nieuwe leiders) pakken de zaken grondig aan.

Nieuwe bezems vegen schoon, maar oude bezems kennen alle hoeken en gaten.
Nieuwe medewerkers (of: nieuwe leiders) pakken de zaken grondig aan, maar oude medewerkers (of: oude leiders) weten hoe het moet op grond van ervaring.

## bezinnen
Bezint eer ge begint.
Denk goed na voor je ergens aan begint.

## bezoek
Bezoek brengt altijd vreugde aan, zo 't niet bij het komen is, dan bij het gaan.
Nicolaas Beets.

Bezoek en vis blijven drie dagen fris.
Als je ergens gaat logeren, moet je maar een paar dagen blijven.

## blind
In het land der blinden is eenoog koning.
Iemand die weinig kan, wordt toch als deskundig beschouwd, als de overigen nog minder kunnen.
(Vaak toegeschreven aan Erasmus, maar komt iets anders al voor in de Griekse klassieken.)

## bloed
Iemands bloed kunnen drinken.
Een vreselijk persoon.
Het bloed kruipt waar het niet gaan kan.
Familieleden (bloedverwanten) krijgen meer aandacht of hulp.
Ook: Wat iemand graag wil of wat goed bij iemand past, zal die persoon inderdaad ooit gaan doen.

## blood
Beter blo(de) Jan dan do(de) Jan.
Het is beter zich laf blood te gedragen, dan te sterven, dood te zijn.
(Zie ook: Liever Turks dan paaps.)

## boer
Wat de boer niet kent, dat vreet hij niet.
Hij wenst uitsluitend gerechten te nuttigen die hij reeds kent.
Ook: Hij heeft weinig ondernemingszin. Schrik hebben voor het onbekende.

Als de vos de passie preekt, boer pas op je ganzen/kippen.
Waarschuwing tegen een mooipratende bedrieger.

Boeren en varkens worden knorrend vet.
Een boer die klaagt heeft daar wellicht geen reden toe.

Een boer met kiespijn lacht niet.
Mensen met pijn kunnen moeilijker ontspannen.
Ook: Wie meelacht met anderen, zonder zelf een reden tot lachen te hebben. Lachen als een boer met kiespijn (herkomst).

Wanneer de boeren niet meer klagen, nadert het einde der dagen.
Boeren klagen altijd.

Als een boer niet zwemmen kan, ligt het aan het water.
Hij heeft altijd wel een verklaring waarom hem iets niet lukt.

## bok
Een oude bok lust nog wel een jong/groen blaadje.
Een oude man is nog wel seksueel geïnteresseerd in een jong meisje.

## boom
Hoge bomen vangen veel wind.
Mensen in een hoge positie krijgen veel commentaar op hun doen en laten.

De appel valt niet ver van de boom.
Het kind lijkt qua gedrag op zijn/haar ouder.

Aan een boom zo vol geladen, mist men een twee pruimpjes niet. (Naar Hieronymus van Alphen.)
Als er van iets grote hoeveelheden zijn, kan er wel wat gemist worden.

Waar de boom gevallen is, blijft hij liggen.
Gedane zaken nemen geen keer.

Boompje groot, plantertje dood.
Sommige dingen hebben effecten die je niet kunt voorzien.

Bomen ontmoeten mekaar niet, mensen wel.
De kans dat je iemand toevallig tegenkomt is groot.

## boon
Boontje komt om zijn loontje.
Iemand die iets slechts gedaan heeft zal daarvoor uiteindelijk zijn verdiende straf krijgen. (Wordt meestal gebruikt op het moment dat deze straf zich voltrekt.)
(Een afgeleide van Zijn verdiende loon krijgen. Voortgekomen uit het sprookje Strohalm, kooltje vuur en boontje.)

## bord
Van een mooi bord kun je niet eten.
 Aan uiterlijk alleen heb je niets.

## boter
Wie boter op het hoofd heeft, moet uit de zon blijven.
Je moet anderen niet iets verwijten, als je het zelf niet goed doet.

Boter bij de vis.
Bij een aankoop moeten geld en goederen tegelijk overgestoken worden.

Vuile boter, vuile vis.
Zonder goed gereedschap bereik je geen goede resultaten.

Het botert niet tussen die twee.
Deze personen kunnen niet met elkaar opschieten. 
Ook: die twee kunnen niet door één deur.

Men kan niet boteren wanneer men wil.
Men moet zijn tijd afwachten.
(Historisch: Om te karnen moet men uiteraard voldoende melk of room hebben en moet men ook laten zuren. Men kan dus niet altijd boteren, d.i. boter maken, wanneer men wil.)

## branden
Wie zijn billen brandt, moet op de blaren zitten.
Ook: Wie zijn gat verbrandt, moet op de blaren zitten.
Wie een misstap doet, moet de gevolgen ervaren.

## breed
Wie het breed heeft, laat het breed hangen.
Wie rijk is, zal veel geld uitgeven.
Het niet breed hebben.
Niet veel te spenderen te hebben.

## breien
Zelfs de beste breister laat weleens een steekje vallen.
Ook al kan iemand iets heel goed, hij (of zij) zal ooit weleens een fout maken; dat is vergeeflijk.

## bril
Wat baten kaars en bril als de uil niet zien en wil.
Zie: uil.

## brood
Wiens brood men eet, diens woord men spreekt.
Men spreekt degene niet tegen van wie men voor zijn broodwinning afhankelijk is.

De een zijn dood is een ander zijn brood.
Sommigen hebben voordeel van het ongeluk van een ander.

Een kruimeltje is ook brood.
Wees gelukkig met wat je hebt.

Broodvrienden zijn geen noodvrienden.
In tijden van voorspoed krijgt men gemakkelijk vrienden aan wie men niets heeft in tijden van tegenspoed.

Liever brood in de zak, dan een pluim op de hoed.
Van eer kan men niet leven.

## brug
Je moet geen 'hei' roepen voordat je de brug over bent.
Vreugde over een goede afloop is pas toepasselijk als er niets meer verkeerd kan gaan.

## buur
Bij de buren is het gras altijd groener.
Ook: Buurmans gras is altijd groener.
Ook: Het gras lijkt altijd groener aan de overkant.
Bij anderen lijkt het altijd beter (omdat men daar de interne problemen niet van kent).

Een goede buur is beter dan een verre vriend.
Ook: Beter een goede buur dan een verre vriend.
Een behulpzame buurman is van groter nut dan een vriend die niet aanwezig kan zijn.

## daad
Een goede daad is goud waard.
Iemand helpen is goed.

## daalder
De eerste klap is een daalder waard.
De initiatiefnemer heeft een voordeeltje.
(Het herinnert aan het bieden en loven op de veemarkt vergezeld van een handklap.)

## dag
Pluk de dag. (Carpe diem.)
Geniet van vandaag.

Men moet de dag niet prijzen voor het avond is.
Men moet er niet van uitgaan dat de loop van een onderneming onveranderd goed blijft.

## dak
Men moet het dak repareren als de zon schijnt
In goede tijden moet men zich voorbereiden op slechtere tijden.

## dansen
Je kunt wel dansen, ook al is het niet met de bruid.
Je kunt je best amuseren ook al is het niet altijd precies wat je zou willen.

## denken
Denkt aleer gij doende zijt en doende denkt dan nog (Guido Gezelle).
Maak een plan alvorens ergens aan te beginnen, en stel tijdens de activiteit het plan bij indien nodig.

## doen
Al doende leert men.
Door iets vaak te doen, leert men hoe het moet.
(Deze zegswijze komt al sinds de 16e eeuw voor. Dit is een aansporing om ergens aan te beginnen, al heeft men de techniek nog niet (volledig) onder de knie.)

## dominee
De dominee loopt zojuist voorbij.
Een gesprek valt opeens een moment stil.

## donker
In het donker zijn alle katten grijs.
Ook: In de nacht zijn alle katjes grauw.
Als de situatie niet duidelijk is, zijn de zaken niet goed te beoordelen.

Een kat in het donker maakt rare sprongen.
Ook: Een kat in het nauw maakt rare sprongen.
In een benarde situatie doet men vreemde dingen.
De kat in het donker knijpen.
Iets stiekem doen.

## dood
De een zijn dood is een ander zijn brood.
Zie: brood.

## doof
Vroeger, toen kraaiden de hanen nog. Tegenwoordig gapen ze alleen nog maar, zei de dove.
Veranderingen in een situatie zijn vaak niet feitelijk, maar een subjectieve beleving.

## draak
De draak heeft zijn eieren gelegd.
Het onheil is geschied.
Ergens de draak mee steken.
Iets volkomen belachelijk maken.

## dubbeltje
Als je alles van tevoren wist, dan kwam je met een dubbeltje de wereld rond.
Het heeft geen zin zich na afloop te beklagen over gebrek aan voorkennis. (Meestal in antwoord op klachten als "Als ik dat van tevoren geweten had.")

Als je voor een dubbeltje geboren bent, word je nooit een kwartje.
Wat je ook doet, als je in de lage stand geboren bent zul jij nooit van de hoge stand worden.
Een dubbeltje op zijn kant.
Dat scheelde maar weinig, of het was helemaal verkeerd afgelopen.

## duivel
Twee geloven op een kussen, daar slaapt de duivel tussen.
Een huwelijk tussen twee mensen die een verschillend geloof aanhangen is tot mislukken gedoemd.

Er is geen kap zo heilig, of de duivel krijgt er wel zijn hoofd in.
Ook geestelijken kunnen misdadigers zijn. (Oudnederlands spreekwoord.)

Als je over de duivel praat, trap je op zijn staart.
Het onderwerp van gesprek blijkt zich onverwachts in de directe nabijheid te bevinden.

De duivel schijt altijd op de grootste hoop.
Wie rijk is, wordt nog rijker.

## dwalen
Beter ten halve gekeerd dan ten hele gedwaald.
 Terugkomen op een beslissing als dit nog mogelijk is.

## eenoog
In het land der blinden is eenoog koning.
 In een land vol dommeriken is men een specialist als men over een bepaald onderwerp uitgebreid kan spreken.

## eerlijk
Eerlijk(heid) duurt het langst.
Het voordeel dat men denkt te behalen door te liegen houdt niet lang stand.

## eerst
Wie het eerst komt, die het eerst maalt.
Het (product of iets anders) wordt gegeven aan de eerste die er om vraagt.

## Egyptenaren
De Hebreeërs bouwden het, maar de Egyptenaren hebben het (Exodus 1:11-14).
Het vuile werk door anderen opknappen en het resultaat zelf pakken.

## ei
Beter een half ei, dan een lege dop.
Iets is beter dan niets.

Van die boer, geen eieren.
Dit is een oplossing die men niet wenst.

Op eieren lopen.
Heel voorzichtig mee omgaan, elk woord afwegen.

Men kan geen omelet maken zonder eieren te breken.
Soms moet men iets verliezen om een hoger doel te bereiken.

## ezel
Een ezel stoot zich in het (al)gemeen niet tweemaal aan dezelfde steen.
Het is erg dom om twee keer dezelfde fout te maken.